# Міжнародні відносини Болівії
Болівія традиційно підтримує нормальні дипломатичні відносини з усіма державами земної півкулі, за винятком Чилі. Зовнішньополітичними відносинами займається Міністерство закордонних справ, очолюване канцлером Болівії Фернандо Хуанакуни Мамані, наступником Давида Чокехуанка Сеспедеса.

## Огляд
Відносини з Чилі, напружені після поразки Болівії у війні на Тихому океані (1879-83) і втратою нею прибережній провінції Атакама, були розірвані з 1962 по 1975 рік у спорі про використання вод річки Лаука. Стосунки були відновлені в 1975 році, але знову перервані в 1978 році через нездатність двох країн досягти угоди, яка дозволила б прикордонний спір в Атакамі і яке могло б надати Болівії суверенний доступ до моря. У 1960-х роках відносини з Кубою були розірвані болівійської диктатурою після приходу Кастро до влади, але відновилися при адміністрації пас Эстенсоро в 1985 році, яка була обрана шляхом демократичних виборів.
Болівія проводить зовнішню політику з важкою економічною складовою. Болівія активізувала свою діяльність в рамках Організації Американських Держав (ОАД), групи Ріо і МЕРКОСУР, з якими вона підписала угоду про асоціацію в 1996 році. Болівія сприяє здійсненню своєї політики в галузі сталого розвитку та розширення прав і можливостей корінних народів.
Болівія є членом Організації Об'єднаних Націй і деяких її спеціалізованих установ та відповідних програм; ОАД; Андського співтовариства; Інтелсат; Руху неприєднання; Міжнародного парламентського союзу; латиноамериканської інтеграційної Асоціації АЛАДИ; Всесвітньої торговельної організації; Ріо-де-жанейрского договору; групи Ріо; МЕРКОСУР; Уругваю, Парагваю, Болівії (УРУПАБОЛ, відновлений у 1993 році). В результаті зустрічі на вищому рівні країн Північної і Південної Америки 1994 Болівія прийняла у себе в грудні 1996 року конференцію на вищому рівні країн півкулі зі сталого розвитку. У тому ж місяці Болівія також організувала саміт перших леді країн півкулі.
Болівія також є членом Міжнародного кримінального суду, який уклав двосторонню угоду про імунітет для захисту Збройних Сил Сполучених Штатів (як це передбачено у статті 98).

## Участь Організації Об'єднаних Націй
Болівія часто бере участь в роботі організації Об'єднаних Націй. У листопаді 2008 року болівійський контингент миротворчих сил ООН під час місії Організації Об'єднаних Націй зі стабілізації у Демократичній Республіці Конго був передислокований в безпечне місце, оскільки принаймні ще одне регіональне держава також проводила огляд безпеки своєї власної місії. У країні був загін з 130 солдатів, який працював в Букаву, але був переміщений в район Гома. В даний час Болівія є непостійним членом Ради Безпеки Організації Об'єднаних Націй, термін повноважень якого закінчується в 2018 році. Будучи членом Ради Безпеки, Болівія різко критикувала рішення президента Сполучених Штатів Дональда Трампа перенести посольство Сполучених Штатів в Ізраїлі з Тель-Авіва до Єрусалиму, і закликала провести відкрите засідання Ради Безпеки, щоб відреагувати на це рішення. Болівійська делегація також приєдналася до Росії в голосуванні проти відновлення Спільного механізму розслідування ОЗХО-ООН в Сирії, пославшись на технічні проблеми, пов'язані з цим механізмом.

## Міжнародні спори
Болівія хотіла бути суверенною до південної частини Тихого океану з тих пір, як район Атаками був втрачений для Чилі в 1884 році; спір з Чилі з приводу прав на воду Ріо-Лаука.
З моменту вступу Карлоса Месы на пост президента Болівія висуває свої вимоги про створення коридору в Тихий океан. У березні 2004 року Меса оголосила, що уряд проведе ряд публічних мітингів по всій країні і в посольствах Болівії за кордоном в пам'ять про загиблих у війні на Тихому океані і закличе Чилі надати Болівії морське узбережжя. Меса зробив цю вимогу наріжним каменем політики своєї адміністрації.
Чинний президент, домагається переобрання на четвертий термін, дотримується жорсткої позиції з цього питання, символічне значення якої підкреслюється тим фактом, що Болівія також як і раніше має військово-морським флотом, незважаючи на те, що в даний час вона не має виходу до моря. У жовтні 2018 року Міжнародний суд виніс рішення проти Болівії у справі, яке визначило б, може Болівія змусити Чилі вести переговори про доступ до моря. Однак Міжнародний суд заявив, що співпраця бажана для того, щоб можна було знайти прийнятні рішення.

## Незаконні наркотичні засоби
Болівія займає третє місце в світі за площею культивування коки (після Перу і Колумбії) з площею культивування 218 км² в 1999 році, що на 45 % менше загального обсягу культивування коки порівняно з рівнем 1998 року; проміжні продукти кока і кокаїн експортуються в Колумбію, Бразилію, Аргентину і Чилі або через них в Сполучені Штати і інші міжнародні ринки наркотиків; програма альтернативних культур спрямована на скорочення масштабів незаконного культивування коки.

### Африка
| Країна               | Початок Офіційних відносин | Примітки |
| -------------------- | -------------------------- | --- |
| Єгипет               |                            | - Болівія посольство в Каїрі. - Єгипет посольство в Ла-Пасі.                                                                           |
| Екваторіальна Гвінея |                            | У листопаді 2017 року, президент Теодоро Обіанг Нгема Мбасого з побував з офіційним візитом в Болівії.                                 |
| Південна Африка      |                            | - Болівія підтримує почесне консульство в Йоганнесбурзі. - Південна Африка має акредитацію в Болівії зі свого посольства в Лімі, Перу. |